# Acid gallic
Axit gallic thuộc nhóm axit trihydroxybenzoic (là dạng axit phenolic), là một axit hữu cơ, danh pháp là 3,4,5-trihydroxyaxit benzoic, có trong lá chè và nhiều loại thực vật khác. Công thức hóa học là C6H2(OH)3COOH. Axit gallic có thể ở cả dạng tự do hay là một phần của tannin. Các muối và este của axit gallic được gọi là 'gallat'. Axit gallic không chứa gali như tên gọi của nó.
Axit gallic là tên thông dụng trong ngành công nghiệp dược. Nó được sử dụng làm chất chuẩn để xác định hàm lượng phenol trong một số phép phân tích sử dụng thuốc thử Folin-Ciocalteu; kết quả phân tích được đưa ra dưới dạng đương lượng axit gallic. Axit gallic cũng có thể được dùng làm nguyên liệu để tổng hợp psychedelic alkaloid mescaline.
Axit gallic có tính kháng nấm và kháng khuẩn. Axit gallic hoạt động như một chất chống oxy hóa và giúp bảo vệ các tế bào khỏi nguy cơ bị oxy hóa. Axit gallic cũng có khả năng kháng các tế bào ung thư mà không gây hại đến các tế bào khỏe mạnh.

## Dạng este
- Ethyl gallat, phụ gia thực phẩm với số E là E313
- Propyl gallat, hay propyl 3,4,5-trihydroxybenzoat, là este của axit gallic và propanol.
- Octyl gallat, este của octanol và axit gallic
- Dodecyl gallat, hay lauryl gallat, este của axit gallic và dodecanol
- Epicatechin gallat, là một flavan-3-ol, (một loại flavonoid), có trong chè xanh
- Epigallocatechin gallat (EGCG), hay epigallocatechin 3-gallat, este của axit gallic và epigallocatechin, đây là một dạng catechin
- Gallocatechin gallat (GCG), este của axit gallic và gallocatechin, đây là một dạng flavan-3ol
- Theaflavin-3-gallat, dẫn xuất của theaflavin

## Chuyển hóa
Gallat 1-beta-glucosyltransferaza (EC 2.4.1.136) là enzym chuyển hóa UDP-glucose and gallate, tạo thành UDP và 1-galloyl-beta-D-glucose.
Một enzym khác là gallat decarboxylase (EC 4.1.1.59).